# Телешев Михайло Миколайович
Михайло Миколайович Телешев — народився 5 листопада 1854 року. Генерал-майор Російської імператорської армії, військовий спеціаліст РККА, учасник російсько-турецької війни 1877-78 років, російсько-японської війни та громадянської війни .

## Біографія
Походив із дворян Санкт-Петербурзької губернії. Закінчив курс наук у Миколаївському кавалерійському училищі . Один рік навчався у Миколаївській академії Генерального штабу.
4 червня 1874 був відряджений до лейб-гвардійського Зведеного Донського полку, у складі якого 18 серпня відправлений в діючу Дунайську армію, а 25 вересня того ж року повернуто до свого полку. Призначений 22 серпня 1881 року для особливих доручень керуючого Військовим міністерством.
Удосужений звання полковника 30 серпня 1889 року. Був членом комісії про скасування Санкт-Петербурзького хімічного інструментального заводу.
1 листопада 1900 року отримав звання генерал-майора з призначенням командиром 2-ї бригади 15-ї кавалерійської дивізії, а 20 липня 1904 року призначений командувачем 4 Донською козацькою дивізією, прийнявши на її чолі участь в російсько-японській війні . На цій посаді допустив численні зловживання і через рік, 11 серпня 1905 року, був відсторонений від командування і призначений дивитись за Донським козацьким військом; перебував під слідством і судом до 8 березня 1911 року, коли Микола II наказав покарати за злочини.
У 1918 вступив до РККА, того ж року був призначений головокомандуючим 11-ї піхотної дивізії, що була сформована в Нижньому Новгороді. У жовтні 1918 року командувач Південного фронту П. П. Ситін видав наказ про заснування ударної групи, яка включала латиські частини та Нижнєновгородську дивізію, а потім про формування фронтової групи під командуванням начдива Телешева.
У лютому 1925 року заарештований по справі ліцеїстів і засуджений до трьох років заслання. У вересні 1925 року відправлений для відбування покарання в місто Березів Тобольського округу . Звідти писав листи К. П. Пєшковій з проханням допомогти йому у звільненні. У грудні 1926 був звільнений з приводу «як особа похилого віку».

## Нагороди
- Орден Святої Анни 4 ст. з написом за хоробрість (1878)
- Орден Святого Станіслава 3-го ступеня (1880)
- Орден Святої Анни 3-го ступеня (1886)
- Орден Святого Станіслава 2-го ступеня (1893)
- Орден Святої Анни 2-го ступеня (1896)
- Орден Святого Володимира 4-го ступеня (1898)
- Орден Святого Володимира 3-го ступеня з мечами (1905)
- Орден Леопольда I (1882)
- Орден Святих Маврикія та Лазаря (1882)